# (38118) 1999 JS36
1999 JS36 (asteroide 38118) é um asteroide da cintura principal. Possui uma excentricidade de 0.14612040 e uma inclinação de 5.01564º.
Este asteroide foi descoberto no dia 10 de maio de 1999 por LINEAR em Socorro.